# Tune-Schiff

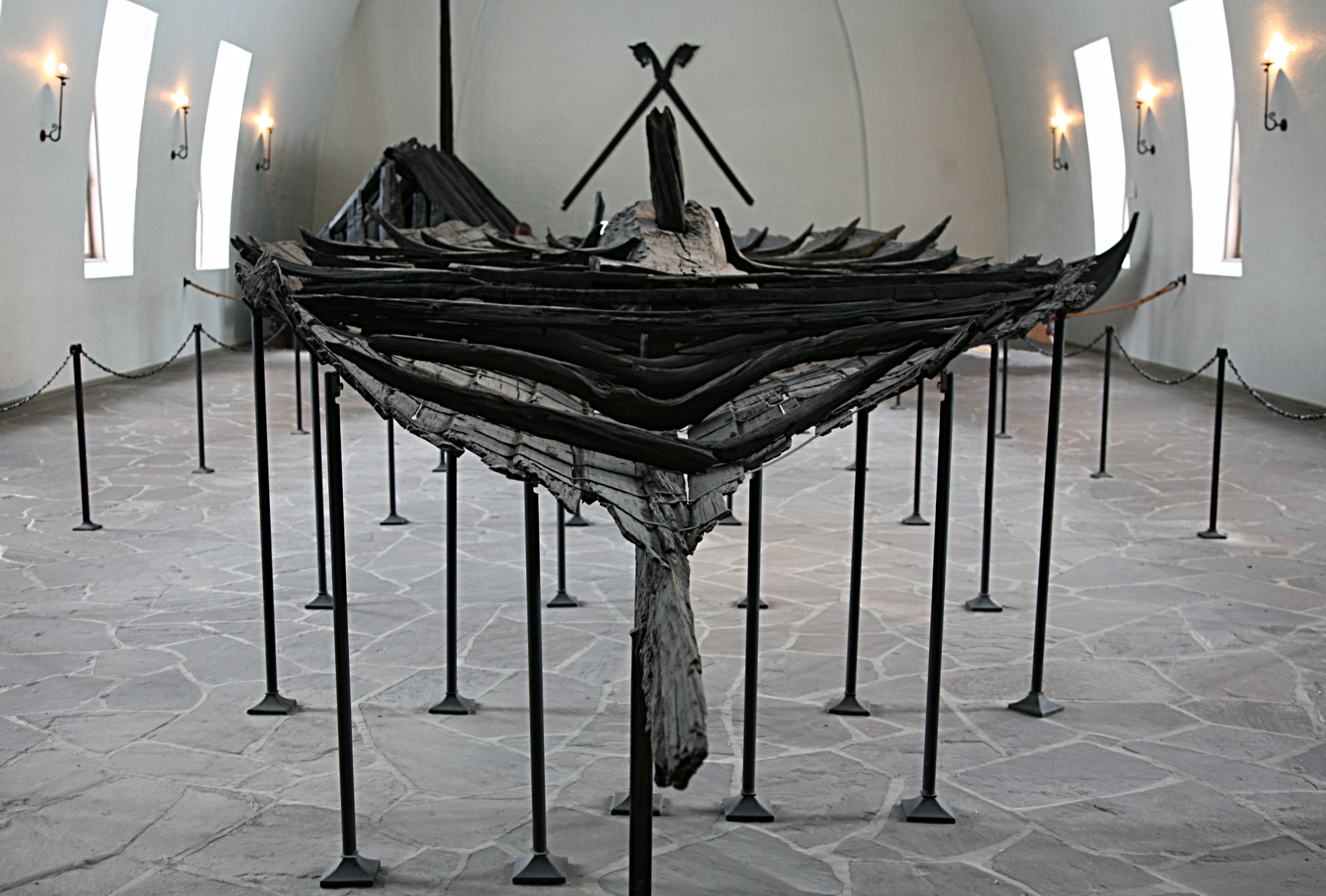
Vorschiff des Tune-Schiffs

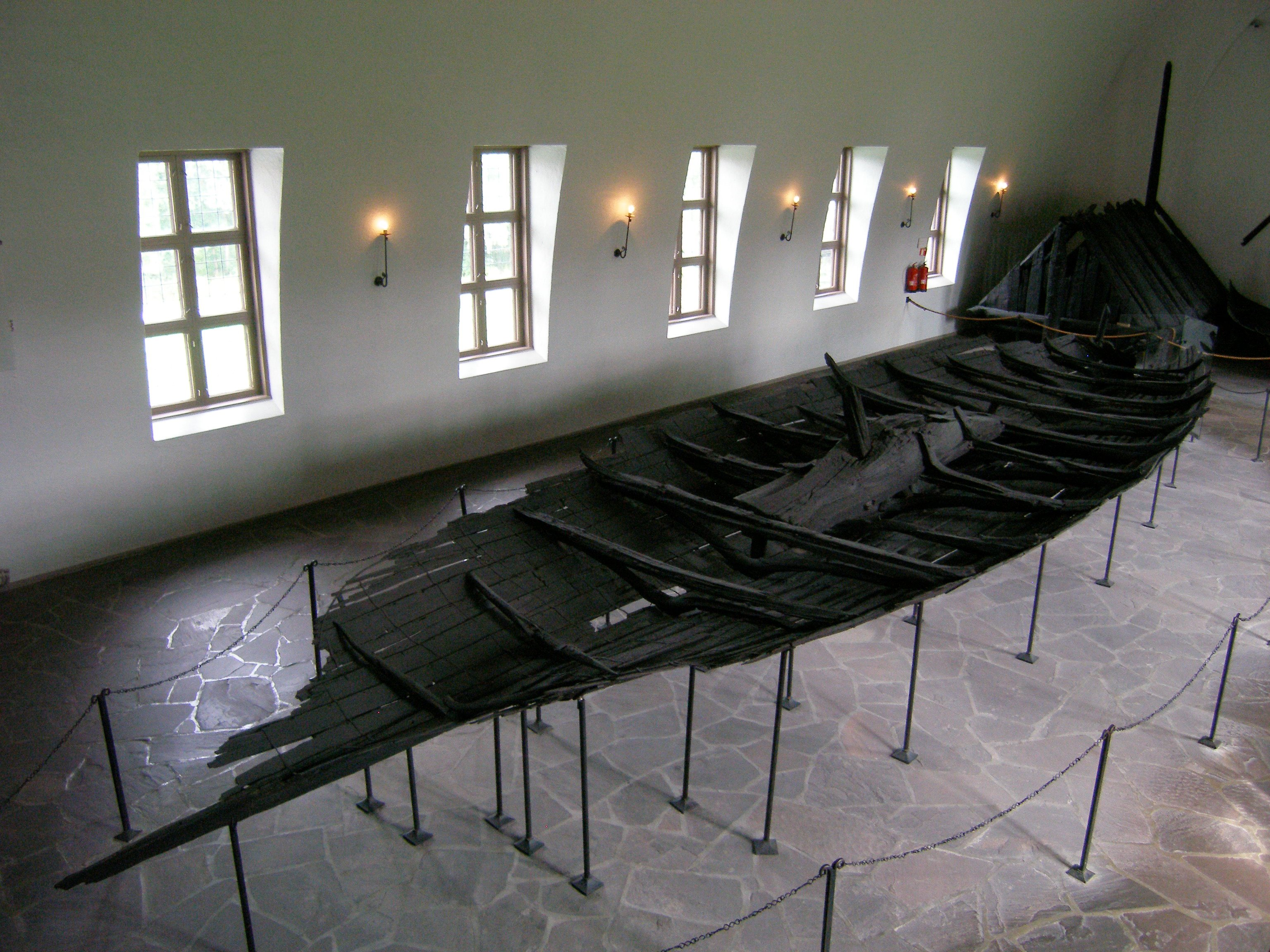
Rumpf in der Aufsicht

Das Tune-Schiff ist der archäologische Fund eines Schiffsgrabes aus der Wikingerzeit (800–1050 n. Chr.) in Norwegen. Es wurde 1867 im Grabhügel Båthaugen in Rolvsøy (heute zu Fredrikstad), Provinz Østfold, entdeckt und von dem Archäologen und Historiker Oluf Rygh (1833–1899) freigelegt.
Das Wikingerschiff, von dem nur Fragmente erhalten sind, wurde nach dendrochronologischer Bestimmung um 890 n. Chr. erbaut und diente um 900 der Bestattung eines wahrscheinlich adligen Wikingers. Wegen einer antiken Grabplünderung konnten keine Skelettreste und nur wenige der bei Wikingerfürsten üblichen Grabbeigaben entdeckt werden. Bei ähnlichen Funden von Wikingerschiffsbegräbnissen, z. B. beim Ladbyschiff oder beim Gokstadschiff, konnten Pferde, Hunde, Waffen, Schmuck und Tafelgeschirr geborgen oder nachgewiesen werden.
Das offene Holzboot war ungefähr 22 m lang und 4,35 m breit, die Länge des Kiels betrug rund 14 m. Es war kleiner als die Langschiffe der Wikinger und vom Schiffstyp karfi (siehe Artikel Wikingerschiff), der nur gelegentlich gesegelt wurde. Oberhalb des aus gewachsenen Spanten gezimmerten und in Klinkerbauweise eichenbeplankten Schiffsrumpfs mit breiten Duchten und Querstreben befand sich ein massives Dollbord. Ruderer bedienten auf schneller Küstenfahrt elf oder zwölf Riemenpaare; aufgrund des niedrigen Freibords war das Schiff jedoch kaum hochseetauglich. Abgesehen vom Mastfuß sind keine Zeugnisse des Riggs oder einer Besegelung erhalten geblieben.
Die konservierten Reste des Tune-Schiffes sind im Wikingerschiff-Museum in Bygdøy, Oslo, ausgestellt, in dem sich auch das Gokstad-Schiff und das Oseberg-Schiff befinden.